# Summersound Recordings
Summersound Recordings war ein auf Indiepop spezialisiertes schwedisches Plattenlabel und wurde Ende der 1990er Jahre von Joakim Ödlund und den Brüdern Niklas und Johan Angergård gegründet, die damals schon Mitglieder bei den Acid House Kings waren. Durch Auftritte der Band kamen sie in Kontakt mit Bengt Rahm, dem Chef von Labrador Records. 1999 wechselte Johan Angergård zu Labrador Records. Da beide Labels die Begeisterung für melodiösen Indiepop mit Electronica-Anklängen und Twee-Pop verband, fusionierten sie schließlich 2001 zu Labrador Records, das zu diesem Zeitpunkt nur wenigen bekannt war. Bands, die vormals bei Summersound unter Vertrag waren, wurden vom neu entstandenen Label übernommen. Inzwischen ist Labrador eine bestimmende Größe im Geschäft und wird allein von Johan Angergård geführt.

## Bands vormals bei Summersound Recordings
- Acid House Kings
- Aerospace
- Chasing Dorotea
- Corduroy Utd.
- Edson
- Happydeadmen